# Maximilian Harden

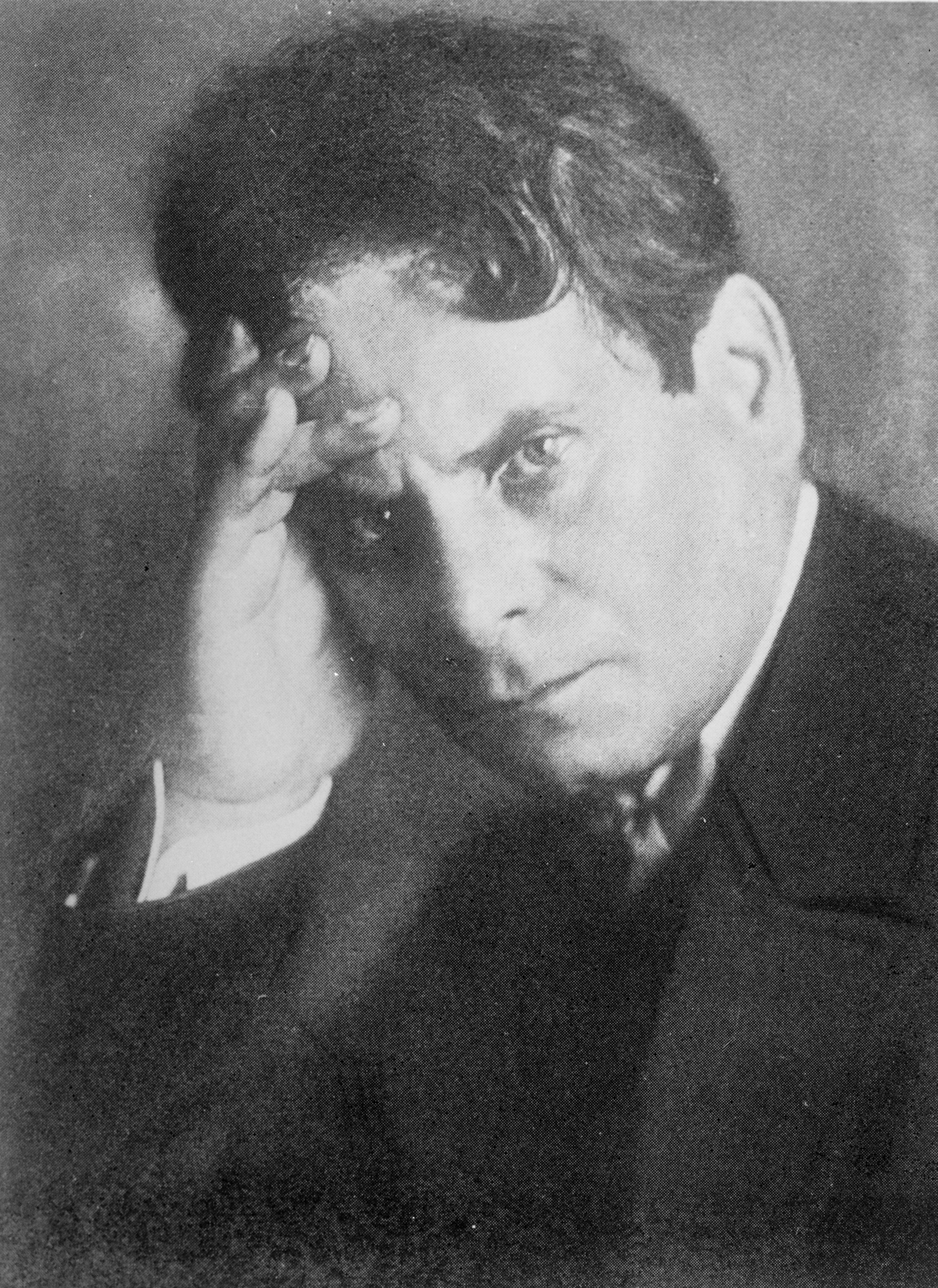
Maximilian Harden

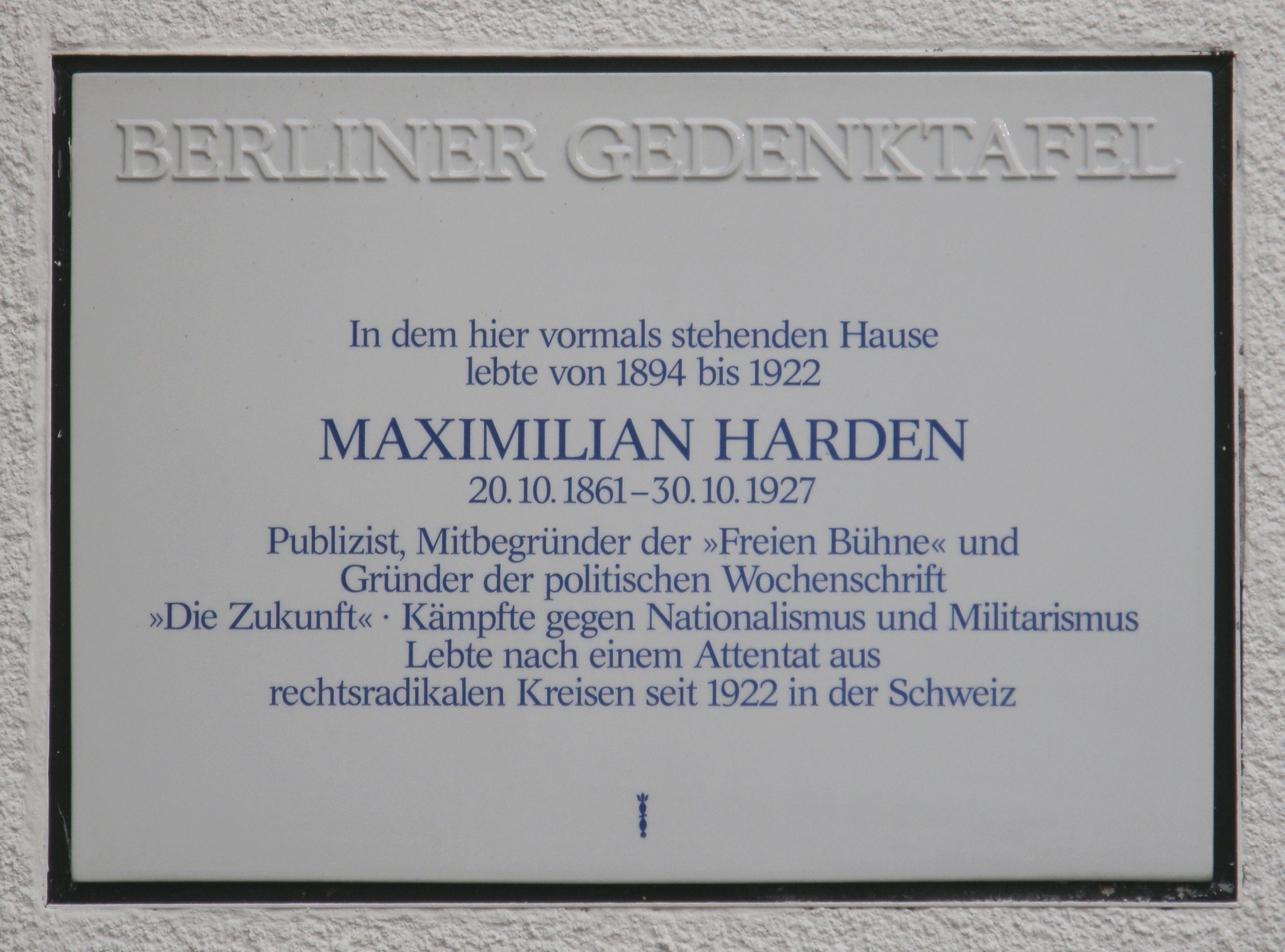
Tablica pamiątkowa w Berlinie przy Wernerstraße 16

Maximilian Felix Ernst Harden (ur. jako Felix Ernst Witkowski 20 października 1861 w Berlinie, zm. 30 października 1927 w Montanie) – niemiecki publicysta, krytyk literacki, aktor i dziennikarz. Pisał pod pseudonimami Apostata, Kent, Proteus i Kunz von der Rosen.
Był synem kupca jedwabnego Arnolda Witkowskiego (1815-1878) i jego żony Ernestine z domu Krakau (1825-1903). Jego braćmi byli prawnik, dyrektor banku i polityk Richard Witting (1856-1923), Carl Sigismund Witting, Henry Witting (1866-?), sędzia Julian Max Witting (1846-1923) i lekarz psychiatra Ludwig Witkowski (1849-?). Uczęszczał do Französisches Gymnasium w Berlinie, ale pod presją ojca przerwał edukację w wieku 12 lat. Od 1874 uczył się w zawodzie aktora. W roku 1881 przeszedł na protestantyzm. Od 1884 pod pseudonimem Apostata publikował na łamach „Die Gegenwart” na tematy polityczne. Współpracował też z redakcjami „Die Nation” i „Berliner Tageblatt”. W 1889 był jednym z założycieli towarzystwa teatralnego Freie Bühne. Wspólnie z Maxem Reinhardtem zreorganizował Deutsches Theater w Berlinie.
W 1888 ożenił się z Josefine Katarine Joost (1860-1912). W 1919 ożenił się powtórnie z Selmą Isaac (1863-1932).
W 1892 roku założył tygodnik „Die Zukunft”. Publikował na jego łamach artykuły o polityce i sztuce; początkowo popierał politykę Bismarcka, potem bardzo sceptyczny wobec rządów Wilhelma II. Publikowane przez niego oskarżenia osób z otoczenia cesarza, księcia Philipa i generała Kunona von Moltkego. W 1907 wybuchła tzw. afera Hardena-Eulenburga.
Podczas I wojny z zadowoleniem przyjął zajęcie Belgii przez Niemcy. Po wojnie należał do zwolenników traktatu wersalskiego.
3 lipca 1922 roku, kilka dni po zabójstwie Walthera Rathenaua, Harden został poważnie ranny w zamachu przedsięwziętym przez bojówki Freikorps. Sprawcy Bert Weichardt i Albert Wilhelm Grenz zostali złapani i skazani na kary więzienia.
W 1923 Harden zaprzestał wydawania „Zukunft” i przeniósł się do Szwajcarii. Zmarł w 1927, pochowany jest na cmentarzu Heerstraße w Berlinie.

## Prace
- Berlin als Theaterhauptstadt (1888)
- Essays (1892)
- Literatur und Theater (1896)
- Kampfgenosse Sudermann (1903)
- Köpfe (1910-24)
- Krieg und Friede (1918)